# Нада Сърф
„Нада Сърф“ (Nada Surf) е алтернативна рок група с елементи на пънк-поп, създадена през 1993 година в Ню Йорк.

## История
Членове на групата са Ира Елиът, Даниел Лорка (бас) и Матю Колс (вокали, китара). За пръв път стават известни през 1996 с хита си Popular. Опасенията, че ще се превърнат в група еднодневка (с единствен хит), не се оправдават, тъй като по-късно следват още албуми, които достигат високи позиции в класациите.
Първоначално групата е създадена от Даниел и Матю, които са приятели от училище (Френския лицей в Ню Йорк). Скоро след началото към тях се присъединява и Ира. През 1995 те подписват договор с „Електра“ и скоро излиза първият им албум – High/Low. Следват The Proximity Effect през 1998, Let Go през 2002, Live at l'Ancienne през 2004, The Weight Is a Gift през 2005, и Lucky през 2008.